# Фуд-мастер
Фуд-мастер — российская компания-ресторатор, основанная в 1997 году. Развивает собственные сети общественного питания: «Вилка-Ложка», «Печки-Лавочки» и «Рыба.Рис». Основатели — Игорь Ким и Андрей Алексеев. Генеральный директор — Илья Серов. Головной офис расположен в Новосибирске.

## История
Компания была основана в 1997 году, её появлению во многом способствовал успешный проект новосибирского ресторана быстрого питания «Гриль-мастер», открытого в 1996 году предпринимателем Андреем Алексеевым на собственные средства. В проекте принял участие банкир Игорь Ким, который выделил для нового заведения помещение в центральной части Новосибирска и, кроме того, оказал финансовую помощь. Управлением занялся Алексеев. Затраты на ресторан окупились через несколько месяцев.
Финансовый успех стимулировал партнёров по ресторанному бизнесу к дальнейшему развитию проекта. Они создают на паритетных началах компанию «Фуд-мастер» и продолжают развивать общественное питание в Новосибирске, а после и в Екатеринбурге, Кемерове, Томске, Новокузнецке. Наиболее популярными форматами компании становятся трактир «Жили-были» (позже переименованный в «Печки-лавочки») и «Вилка-Ложка». Спустя 8 лет после создания сеть увеличилась почти до 50 точек. В 2005 году её оборот составил более чем 900 млн рублей.
В середине 2000-х годов ресторанный холдинг запустил процесс диверсификации бизнеса, начав инвестировать в различные проекты, не имеющие отношения к общественному питанию.
В 2007 году предприниматели решили разделить активы компании. Игорю Киму отошёл ресторанный бизнес, Андрею Алексееву — девелоперские проекты, которые «Фуд-мастер» начал развивать в середине 2000-х годов.
В 2014 году «Фуд-мастер» продала несетевые рестораны «Макарони» и «Мураками», расположенные в Новосибирске. Компания решила направлять все ресурсы на развитие сетевых брендов.

## Деятельность
Ресторанный холдинг работает в основном методом франчайзинга и сосредоточен по большей части на 3 сетевых проектах: «Печки-лавочки», «Рыба.Рис» и «Вилка-Ложка».

## Проекты

### Сетевые бренды
- «Печки-лавочки» — сеть трактиров, созданная в 2001 году. Элементы оформления были заимствованы у ресторанной сети Ёлки-палки. По данным на 4 ноября 2017 года ресторанная сеть работает в Новосибирске и Барнауле[4][5].
- «Вилка-Ложка» — сеть столовых, открытая в 2002 году. Первое заведение появилось в Новосибирске. По данным на 3 ноября 2017 года «Вилка-Ложка» насчитывает 38 точек в Новосибирске (14), Екатеринбурге (15), Барнауле (3), Новокузнецке (2), Уфе (2), Чите (1) и Нижнем Тагиле (1).
- «Рыба.Рис»
- «Перчини»[6][7]

### Несетевые рестораны
Кроме сетевых брендов «Фуд-мастер» развивал индивидуальные проекты. Несетевые рестораны присутствовали в Новосибирске, Барнауле, Кемерове, Омске, Томске, Красноярске, Екатеринбурге, Москве и Алма-Ате. Но впоследствии компания решила сосредоточиться на сетевых заведениях.

### Другие проекты
- «Большая медведица» — торгово-выставочный комплекс стройматериалов, построенный на территории новосибирского завода «Экран». В 2005 году «Фуд-мастер» вложил в строительство комплекса $60 млн рублей. После разделения бизнеса компании «Большая медведица» досталась Алексееву.

- «АЯ» — обувной центр, в создание которого ресторанный холдинг инвестировал 9 млн рублей. После разделения «Фуд-мастера» также отошёл Алексееву, но был продан предпринимателем ещё до открытия неназванным лицам[9].